# Baía do Namibe
A Baía do Namibe, também chamada de baía de Moçâmedes, baía do Saco e baía dos Peixes Pequenos, é um acidente geográfico do tipo baía e estuário, que tem como principal urbe banhada a cidade de Moçâmedes, em Angola. Situa-se na província do Namibe, na parte ocidental do país.
Entre as baías angolanas, a do Namibe é a mais bem protegida, servindo como foz para o rio Bero. Sua proteção se dá pela ponta norte, que é a Ponta do Giraul, e pela ponta sul, que é a Ponta do Noronha.